# Gebed van de Russen
| Volksliederen van Rusland en de Sovjet-Unie | Volksliederen van Rusland en de Sovjet-Unie |
| ------------------------------------------- | ------------------------------------------- |
| (1791)                                      | Grom pobedy, razdavajsja!                   |
| 1815                                        | Gebed van de Russen                         |
| 1833                                        | God, behoed de tsaar!                       |
| 1917                                        | Arbeidersmarseillaise                       |
| 1918(±)                                     | De Internationale                           |
| 1944                                        | Volkslied van de Sovjet-Unie                |
| 1991                                        | Patriottenlied                              |
| 2000                                        | Volkslied van de Russische Federatie        |

Het Gebed van de Russen (Russisch: Молитва русских, Molitva roesskich) is een lied dat dienstdeed als volkslied van het Keizerrijk Rusland van 1816 tot 1833.
Na het verslaan van het Eerste Franse Keizerrijk gaf Tsaar Alexander I het advies voor een volkslied voor Rusland. De tekst is geschreven door Vasili Zjoekovski op de muziek van het Britse volkslied God Save the King.
In 1833 werd het Gebed van de Russen vervangen door God, behoed de tsaar! Beide liederen beginnen met dezelfde woorden: Bozje, tsarja chrani, om vervolgens afwijkend verder te gaan.

## Tekst

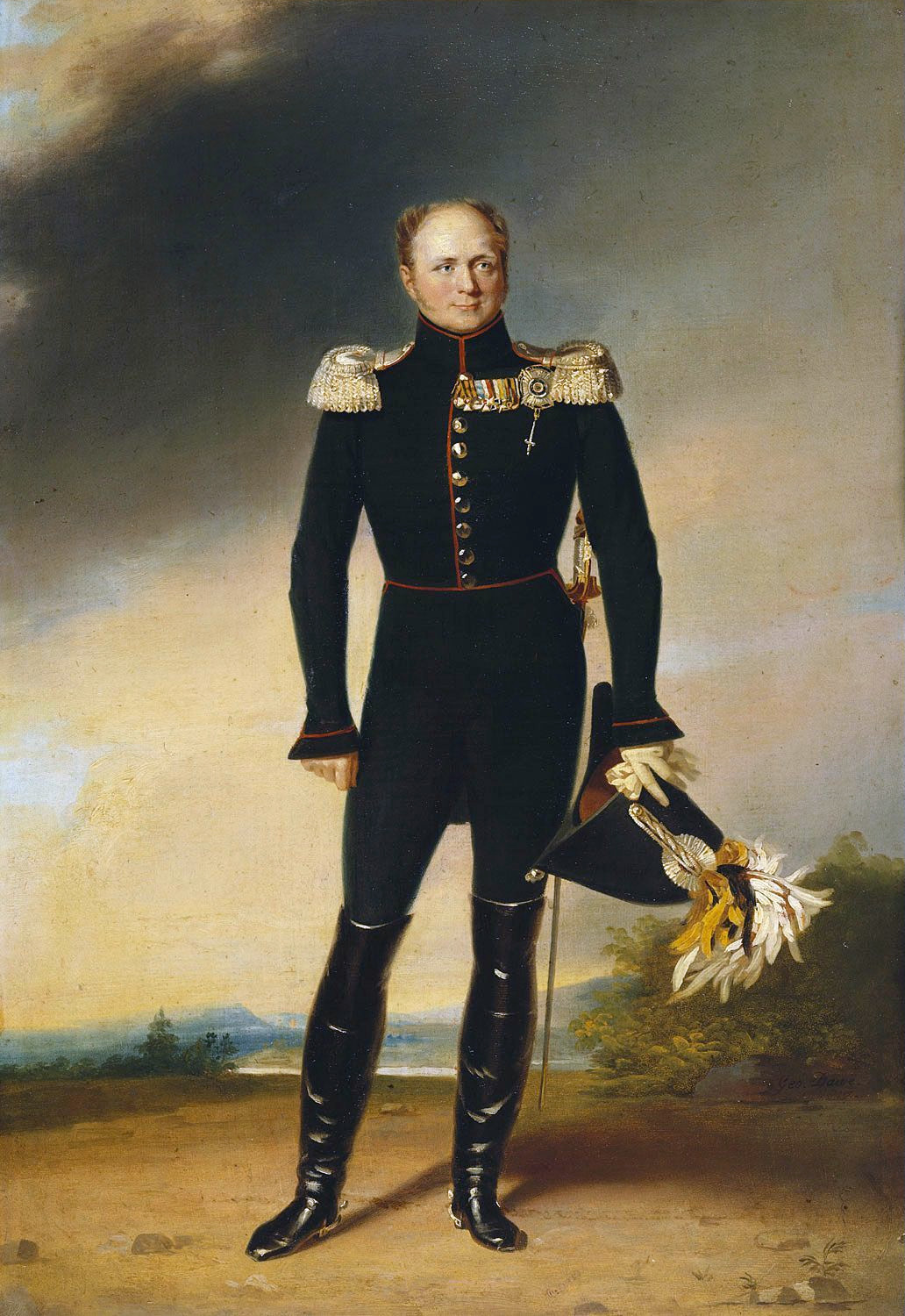
Portret van Alexander I in de Militaire Galerij van het Winterpaleis. Alexander maakte het lied tot volkslied van Rusland

| Russisch             | Transliteratie          | Nederlands                            | IPA                               |
| -------------------- | ----------------------- | ------------------------------------- | --------------------------------- |
| Eerste couplet       |                         |                                       |                                   |
| Боже, Царя храни!    | Bozhe, Tsarya khrani!   | God, wees met de tsaar!               | [ˈbol.ʒʲe.ˈtsa.ɾʲa.ˈxɾa.ni]       |
| Славному долги дни   | Slavnomu dolgi dni      | Verleng de dagen op aarde             | [ˈslav.no.ˌmʉ.ˈdol.gi.dni]        |
| Дай на земли!        | Daǐ na zhemli!          | Van de verhevene!                     | [ˈdai.na.zʲem.ˈli]                |
| Гордых смирителю,    | Gordykh smiritelyu,     | Die de trots der hoogmoedigen breekt, | [goɾ.ˈdɨx.smi.ˈɾi.tʲe.lʲu]        |
| Слабых хранителю,    | Slabykh khranitelyu,    | Die de zwakken hoedt,                 | [slab.ˈɨx.xɾa.ˈni.tʲe.lʲu]        |
| Всех утешителю —     | Vsyekh uteshitelyu -    | Die ons aller troost is,              | [vsʲe.xʉ.ˈtʲe.ˌʃi.tʲe.lʲu]        |
| Всё ниспошли!        | Vsyo nisposhli!         | Wees goedgunstig!                     | [vsʲo.ˈni.spoʃ.l.ˌi]              |
| Tweede couplet       |                         |                                       |                                   |
| Перводержавную       | Pervoderzhavnuyu        | Soeverein                             | [ˈpʲeɾ.vo.dʲeɾ.ˈʒa.vnʉ.ˌiu]       |
| Русь православную    | Rus' pravoslavnuyu      | Godvruchtig Rusland,                  | [ˈɾusʲ.pɾa.vos.ˈlav.nʉ.iu]        |
| Боже, храни!         | Bozhe, khrani!          | Wees met haar, o God!                 | [bo.ˈʒʲe.xɾa.ˌni]                 |
| Царство ей стройное! | Tsarstvo yeǐ stroǐnoye! | Laat de heerschappij vredig zijn,     | [ˈtsaɾ.stvo.ˈiei.sto.ˈroi.no.ˈie] |
| В силе спокойное!    | V silye spokoǐnoye!     | Kalm en krachtig!                     | [vsi.ˈlʲe.spo.ˈkoi.no.ˌie]        |
| Всё ж недостойное    | Vsyo zh nedostoǐnoye    | Al wat onrein is                      | [vsʲo.ˈʒnʲe.do.ˈstoi.no.ˈie]      |
| Прочь отжени!        | Proch' otzheni!         | Verdrijf het!                         | [pɾotʃʲ.ot.ˈʒʲe.ni]               |
| Derde couplet        |                         |                                       |                                   |
| О, Провидение!       | O, Provideniye!         | O, Alvoorzienige!                     | [ˈo.pɾo.ˌvi.dʲe.niːe]             |
| Благословение        | Blagosloveniye          | Schenk ons                            | [ˈbla.ˌgo.slo.ˈvʲe.niːe]          |
| Нам ниспошли!        | Nam nisposhli!          | Uw zegen!                             | [nam.ˈni.spo.ˈʃli]                |
| К благу стремление,  | K blagu stremleniye,    | Opdat wij het goede nastreven,        | [kbla.ˈgu.ˈstʲe.mlʲe.niːe]        |
| В счастье смирение,  | V schastye smireniye,   | Nederig in voorspoed,                 | [ˌvstʃastʲ.ie.ˈsmi.ɾʲeniːe]       |
| В скорби терпение    | V skorbi terpeniye      | Geduldig in verdriet;                 | [vskoɾ.ˈbi.tʲeɾ.ˌpʲe.niːe]        |
| Дай на земли!        | Daǐ na zhemli!          | Zegen de aarde!                       | [ˈdai.na.zʲem.ˈli]                |